# Petit-duc de Sao Tomé
Otus hartlaubi
Espèce
Synonymes
- Noctua hartlaubi Giebel, 1872
(protonyme)

Statut de conservation UICN

 VU D1 : Vulnérable
Statut CITES

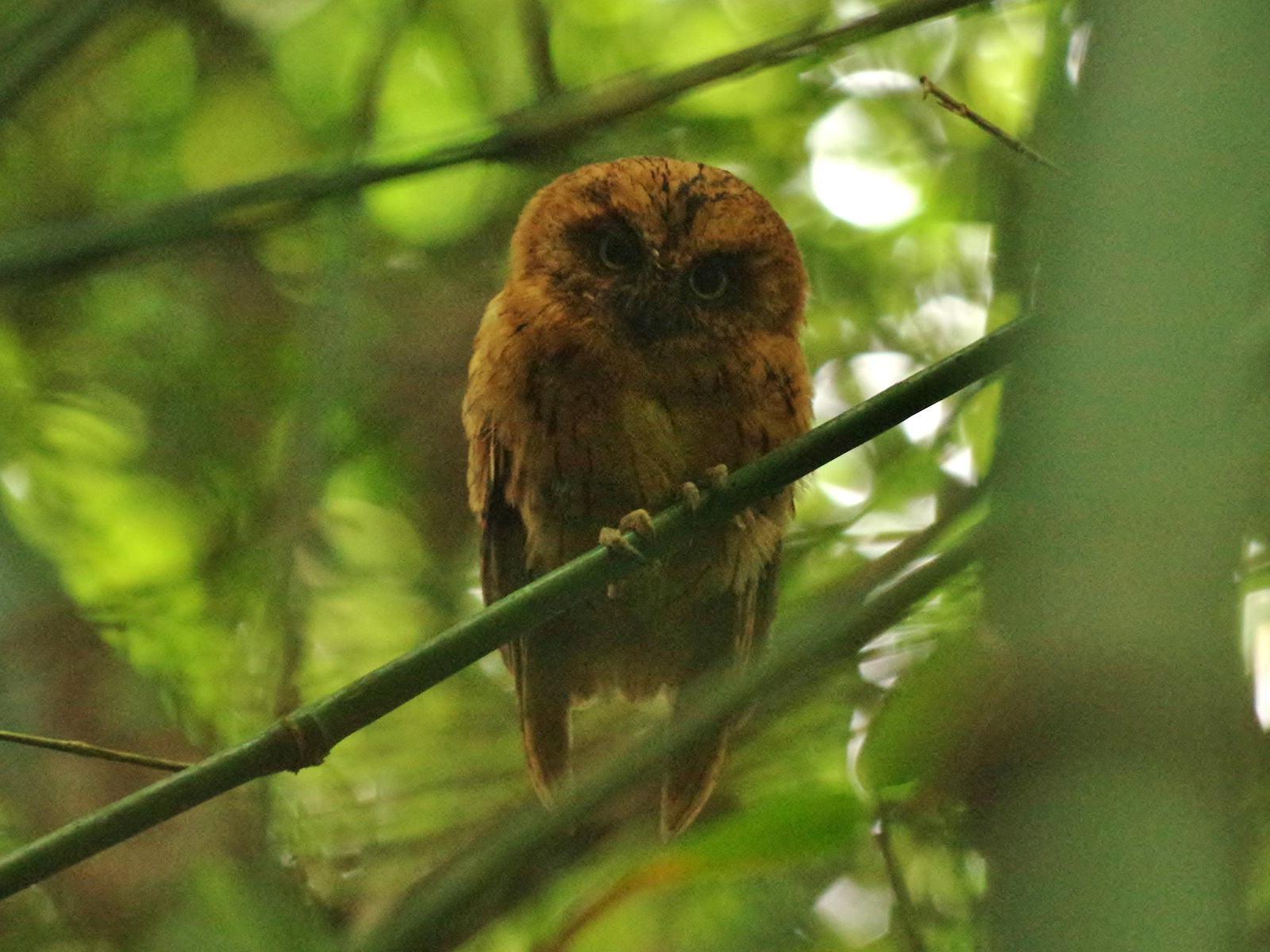
Otus hartlaubi: Petit-duc de São Tomé

Le Petit-duc de Sao Tomé (Otus hartlaubi) est une espèce d'oiseaux de la famille des Strigidae.

## Répartition
Cette espèce est endémique de l'île de Sao Tomé à Sao Tomé-et-Principe.

## Description
Le petit-duc de Sao Tomé est un petit hibou avec de petites touffes d'oreilles. Il a le disque facial brun rougeâtre avec un menton blanc et des sourcils blancs. La couronne et les parties supérieures sont marron avec des marques ondulées rousses et des stries noires.